# Emmanuel Félémou
Emmanuel Félémou (ur. 24 grudnia 1960 w Kolouma, zm. 1 marca 2021 w Konakry) – gwinejski duchowny katolicki, biskup Kankanu od 2007 do śmierci.

## Życiorys

### Prezbiterat
Święcenia kapłańskie przyjął 19 listopada 1989 w diecezji N’Zérékoré. Po święceniach został wicerektorem diecezjalnego seminarium. W latach 1992-1997 pracował jako duszpasterz parafialny, zaś w latach 1997-2004 odbywał studia kolejno w Abidżanie i Rzymie. W 2004 został mianowany dyrektorem seminari oraz wikariuszem biskupim ds. formacji stałej duchowieństwa.

### Episkopat
5 stycznia 2007 został mianowany przez papieża Benedykta XVI biskupem Kankanu. Sakry biskupiej udzielił mu 17 marca 2007 ówczesny sekretarz Kongregacji ds. Ewangelizacji Narodów – abp Robert Sarah.
W latach 2013–2018 pełnił funkcję przewodniczącego gwinejskiej Konferencji Episkopatu.
Zmarł 1 marca 2021 roku na COVID-19, miał 60 lat.